# Wertsicherungsstrategie
Die Wertsicherungsstrategie (auch Absicherungsstrategie; englisch portfolio insurance) ist im Portfoliomanagement eine Anlage- oder Handelsstrategie, welche die Verlustgefahren eines Anlegers aus Handelsobjekten begrenzt oder vermeidet, ohne dass er sie veräußern muss.

## Allgemeines
Als Handelsobjekte kommen die volatilen Finanzprodukte (insbesondere Aktien und Commodities) in Frage, bei denen eine Wertsicherungsstrategie das hohe Kursrisiko gegen Verlustgefahren absichern soll. Es hängt von der Risikopräferenz des Anlegers ab, ob und inwieweit er seine Finanzprodukte gegen Kursrisiken absichern wird.
Wertsicherungsstrategien sollen den Kapitalanleger mittels spezieller Finanzinstrumente und anderer Maßnahmen gegen ungünstige Marktentwicklungen auf den Wertpapiermärkten vor Marktrisiken schützen. Während der Anleger ohne Absicherung voll an Marktbewegungen nach oben oder unten partizipiert, soll durch die Absicherung sein möglicher Verlust limitiert oder vermieden werden.

## Geschichte
Der Finanzanalyst Hayne Leland folgerte aus dem 1973 entwickelten Black-Scholes-Modell, dass das hierin zugrunde liegende Arbitrage-Modell nicht nur für die Berechnung des Optionspreises herangezogen werden kann, sondern es kann auch eine Option synthetisieren. Die Portfolio-Insurance durch Replikation und dynamische Anpassung des Aktienanteils an das jeweilige Delta wurde daraufhin 1976 von Hayne Leland entwickelt, und er stellte fest, dass eine Portfolio-Insurance nichts anderes als eine Put-Option auf ein Wertpapierportfolio darstellt. Leland präferierte die dynamische Replikation gegenüber dem Kauf von Optionen.
Noch im Jahr 1976 arbeiteten zwei weitere Autoren an der gleichen Thematik und zeigten auf, wie bei Lebensversicherungen deren Sicherungsvermögen abgesichert werden kann. Zusammen mit Mark Rubinstein gründete Leland 1980 eine Finanzberatung, die das Modell der Portfolio insurance anbot.
Mit dem Börsenkrach 1987 standen diese Konzepte erstmals in der Kritik, weil den automatisierten Orderausführungen die Destabilisierung des Aktienmarktes zugeschrieben wurde.

## Arten
Die Wertsicherungsstrategie kann durch verschiedene Sicherungsgeschäfte umgesetzt werden.
- Statische Portfolio Insurance
  - Stop-Loss,
  - Protective Puts und Calls (Kauf): Anstatt ein Wertpapier (Underlying) zu kaufen, erwirbt man die Option auf eines. Wenn sich das Wertpapier ungünstig entwickelt, lässt man die Option verfallen und verliert nur die Kosten der Option, nicht aber die Wertminderung des Underlyings.
- dynamische Portfolio Insurance
  - Constant Proportion Portfolio Insurance (CPPI),
  - Protective Put,
  - dynamische Replikation.

Keine Wertsicherungsstrategien sind Buy and hold (der Kurswert schwankt mit der Marktentwicklung) und Money Management (nicht mathematisch definiert).
Der Leerverkauf nimmt eine Sonderstellung ein. Er kann den Leerverkäufer vor Kursrisiken absichern, die aus einer Long-Position desselben Finanzinstruments entstehen. Beispielsweise kann ein Agrarprodukt im Leerverkauf veräußert werden, um den Leerverkäufer vor sinkenden Agrarpreisen zu schützen. Da beim Leerverkauf jedoch eine Veräußerung (von nicht vorhandenen Vermögenswerten) stattfindet, erfüllt er formal nicht die Definition der Wertsicherungsstrategie.

## Wirtschaftliche Aspekte
Besonders für Anleger mit Risikoaversion stellen Portfolio-Insurance-Strategien wegen der ausdrücklichen Berücksichtigung von individuell und variabel anwendbaren Sicherungsniveaus attraktive Asset-Allocation-Regeln dar. Leland klassifizierte die Portfolio-Insurance als „dynamische, passive Strategien“. Der Einsatz von Wertsicherungsstrategien ist mit Kurssicherungskosten verbunden, weil die abzuschließenden Sicherungsgeschäfte einen Marktpreis haben. Diese Kosten mindern die Rendite der abgesicherten Finanzprodukte.
Viele Wertsicherungsstrategien verringern lediglich das systematische Risiko eines Portfolios, also Risiken durch Bewegungen des gesamten Marktes. Die Senkung des systematischen Risikos geht nach heutigem Stand der Wissenschaft stets einher mit dem Verlust von Rendite. Das unsystematische Risiko eines Anlegers kann hingegen durch Risikodiversifizierung limitiert oder vermieden werden (Portfolio Selection).